# Malmstrom Air Force Base
Malmstrom Air Force Base è una base militare della United States Air Force e un census-designated place (CDP) degli Stati Uniti d'America, situato nello stato del Montana, nella contea di Cascade.
L'aeroporto e CDP, situato vicino al capoluogo di contea Great Falls, è attivo dal 1941 e dal 1954 prende il nome del colonnello Einar Axel Malmstrom, deceduto in quell'anno a causa di un incidente.